# Christian Wulff
Christian Wilhelm Walter Wulff (født 19. juni 1959 i Osnabrück, Tyskland) er en tysk politiker og blev 30. juni 2010 valgt til Tysklands forbundspræsident. Han tiltrådte embedet 2. juli samme år, men trådte tilbage den 17. februar 2012 som følge af anklager om at have taget imod et privatlån på særligt favorable vilkår. Før det var han fra 2003 til 2010 ministerpræsident i delstaten Niedersachsen, valgt for CDU.
Han er uddannet i jura og økonomi fra Universität Osnabrück i 1990 og har siden arbejdet som advokat.
Wulff blev medlem af CDU i 1975. Han var formand for Schülerunion, en forening for gymnasieelever, der er løst forbundet med CDU. I 1979 til 1983 sad han i ledelsen for Junge Union og blev organisationens formand i Niedersachsen i 1983. I 1986 blev han valgt til kommunalbestyrelsen i Osnabrück, og siden 1994 var han formand for partiet i Niedersachsen.
CDU valgte ham første gang som spidskandidat i 1994, men ved valget blev han slået af Gerhard Schröder, hvis parti, SPD, tilmed fik absolut flertal i landdagen. Christian Wulff prøvede igen i 1998, men måtte også ved dette valg lade sig nøje med at blive leder af oppositionen. Efter at Gerhard Glogowski overtog posten som ministerpræsident efter Schröder, blev Glogowski centrum for en skandalesag og måtte overlade posten til Sigmar Gabriel. Sammen med en øget utilfredshed med SPD's ministre, steg CDU i meningsmålingerne og blev en seriøs udfordrer ved valget i 2003. Ved valget fik CDU opnå 48,3% af stemmerne, og Wulff blev taget i ed som ministerpræsident 4. marts som leder af en koalitionsregering bestående af CDU og FDP. Han bestred embedet, indtil han blev valgt til posten som forbundspræsident 30. juli og blev efterfulgt af David McAllister. Den 2. juli samme år blev han taget i ed.